# Cuba op de Olympische Zomerspelen 1992
Cuba nam deel aan de Olympische Zomerspelen 1992 in Barcelona, Spanje. De ploeg, bestaande uit 126 mannen en 50 vrouwen, won 31 medailles en eindigde daardoor op de vijfde plaats in het medailleklassement.

## Medailleoverzicht
| Sport         | Olympiër | Discipline                | Medaille |
| ------------- | --- | ------------------------- | -------- |
| Atletiek      | María Caridad Colón | hoogspringen (m)          | Goud     |
| Atletiek      | Maritza Martén | discuswerpen (v)          | Goud     |
| Boksen        | Rogelio Marcelo | -48kg (m)                 | Goud     |
| Boksen        | Joel Casamayor | -54kg (m)                 | Goud     |
| Boksen        | Héctor Vinent | -63,5kg (m)               | Goud     |
| Boksen        | Juan Carlos Lemus | -71kg (m)                 | Goud     |
| Boksen        | Ariel Hernández | -75kg (m)                 | Goud     |
| Boksen        | Félix Savón | -91kg (m)                 | Goud     |
| Boksen        | Roberto Balado | +91kg (m)                 | Goud     |
| Honkbal       | Omar Ajete Rolando Arrojo José Raúl Delgado Giorge Diaz José Estrada González Osvaldo Fernández Lourdes Gourriel Alberto Hernández Orlando Hernández Orestes Kindelán Omar Linares Germán Mesa Víctor Mesa Antonio Pacheco Juan Padilla Juan Pérez Luis Ulacia Ermidelio Urrutia Jorge Valdés Lázaro Vargas | mannen                    | Goud     |
| Judo          | Odalis Revé | -66kg (v)                 | Goud     |
| Volleybal     | Regla Bell Mercedes Calderón Magaly Carvajal Marlenis Costa Idalmis Gato Lilia Izquierdo Norka Latamblet Mireya Luis Tania Ortiz Regla Torres | zaal (v)                  | Goud     |
| Worstelen     | Héctor Milián | -57kg vrije stijl (m)     | Goud     |
| Worstelen     | Alejandro Puerto | -100kg Grieks-Romeins (m) | Goud     |
| Atletiek      | Roberto Hernández Héctor Herrera Lázaro Martínez Norberto Téllez | 4x00m (m)                 | Zilver   |
| Boksen        | Raúl González | -51kg (m)                 | Zilver   |
| Boksen        | Juan Hernández | -67kg (m)                 | Zilver   |
| Gewichtheffen | Pablo Lara | -75kg (m)                 | Zilver   |
| Judo          | Estela Rodríguez | +72kg (v)                 | Zilver   |
| Schermen      | Guillermo Betancourt Tulio Díaz Hermenegildo García Oscar García Elvis Gregory | floret team (m)           | Zilver   |
| Atletiek      | Jorge Aguilera Joel Isasi Joel Lamela Andrés Simón | 4x100m (m)                | Brons    |
| Atletiek      | Roberto Moya | discuswerpen (m)          | Brons    |
| Atletiek      | Ana Fidelia Quirot | 800m (v)                  | Brons    |
| Atletiek      | Ioamnet Quintero | hoogspringen (v)          | Brons    |
| Judo          | Israel Hernández | -65kg (m)                 | Brons    |
| Judo          | Amarilis Savón | -48kg (v)                 | Brons    |
| Judo          | Driulis González | -56kg (v)                 | Brons    |
| Schermen      | Elvis Gregory | floret (m)                | Brons    |
| Worstelen     | Lázaro Reinoso | -62kg vrije stijl (m)     | Brons    |
| Worstelen     | Wilber Sánchez | -48kg Grieks-Romeins (m)  | Brons    |
| Juan Marén    | -62kg Grieks-Romeins (m) |                           | Brons    |

## Deelnemers en resultaten per onderdeel

### Atletiek
| Olympiër                                                         | Discipline             | Resultaat | Prestatie                                                                                            |
| ---------------------------------------------------------------- | ---------------------- | --------- | --- |
| Roberto Hernández                                                | 400m (m)               | 5e        | serie 1: 2de in 45,07 kwartfinale 4: 2de in 44,84 halve finale 1: 2de in 44,72 finale: 5de in 44,52  |
| Emilio Vallez                                                    | 110m horden (m)        | 6e        | serie 1: 2de in 13,47 kwartfinale 1: 3de in 13,42 halve finale 2: 4de in 13,45 finale: 6de in 13,41  |
| Andrés Simón Joel Lamela Joel Isasi Jorge Aguilera               | 4x100m (m)             | Brons     | serie 1: 1ste in 38,81 halve finale 1: 2de in 38,49 finale: 3de in 38,00                             |
| Lázaro Martínez Héctor Herrera Norberto Téllez Roberto Hernández | 4x400m (m)             | Zilver    | serie 2: 1ste in 2.59,13 finale: 2de in 2.59,51                                                      |
| Alberto Cuba                                                     | marathon (m)           | DNF       | niet gefinisht                                                                                       |
| Jaime Jefferson                                                  | verspringen (m)        | 5e        | kwalificatie groep A: 2de met 8,09m finale: 5de met 8,08m                                            |
| Iván Pedroso                                                     | verspringen (m)        | 4e        | kwalificatie groep B: 5de met 8,07m finale: 4de met 8,11m                                            |
| Yoelvis Quesada                                                  | hink-stap-springen (m) | 6e        | kwalificatie groep B: 3de met 17,21m finale: 6de met 17,18m                                          |
| Marino Drake                                                     | hoogspringen (m)       | 8e        | kwalificatie groep B: 1ste met 2,29m finale: 8ste met 2,28m                                          |
| Javier Sotomayor                                                 | hoogspringen (m)       | Goud      | kwalificatie groep A: 1ste met 2,26m finale: 1ste met 2,34m                                          |
| Juan Martínez                                                    | discuswerpen (m)       | 6e        | kwalificatie groep A: 5de met 60,34m finale: 6de met 62,64m                                          |
| Roberto Moya                                                     | discuswerpen (m)       | Brons     | kwalificatie groep B: 5de met 62,06m finale: 3de met 64,12m                                          |
|                                                                  |                        |           | |
| Liliana Allen                                                    | 100m (v)               | 8e        | serie 5: 3de in 11,49 kwartfinale 4: 3de in 11,33 halve finale 2: 4de in 11,28 finale: 8ste in 11,19 |
| Ana Fidelia Quirot                                               | 800m (v)               | Brons     | serie 4: 2de in 1.59,06 halve finale 2: 3de in 2.00,86 finale: 3de in 1.56,80                        |
| Odalys Adams                                                     | 100m horden (v)        | 8e        | serie 5: 5de in 13,28 kwartfinale 3: 4de in 13,26 halve finale 2: 4de in 13,14 finale: 8ste in 13,57 |
| Aliuska López                                                    | 100m horden (v)        | 6e        | serie 3: 2de in 13,08 kwartfinale 1: 2de in 13,01 halve finale 1: 4de in 13,16 finale: 6de in 12,87  |
| Eusebia Riquelme Aliuska López Idalmis Bonne Liliana Allen       | 4x100m (v)             | DNF       | serie 2: 4de in 43,51 finale: niet gefinisht                                                         |
| Nancy McLeón Odalmis Limonta Daysi Duporty Ana Fidelia Quirot    | 4x400m (v)             | DSQ       | serie 1: gediskwalificeerd                                                                           |
| Silvia Costa                                                     | hoogspringen (v)       | 6e        | kwalificatie groep A: 5de met 1,92m finale: 6de met 1,94m                                            |
| Ioamnet Quintero                                                 | hoogspringen (v)       | Brons     | kwalificatie groep B: 3de met 1,92m finale: 3de met 1,97m                                            |
| Belsy Laza                                                       | kogelstoten (v)        | 4e        | kwalificatie groep B: 4de met 18,72m finale: 4de met 19,70m                                          |
| Bárbara Hechavarría                                              | discuswerpen (v)       | 15e       | kwalificatie groep A: 7de met 60,22m                                                                 |
| Maritza Martén                                                   | discuswerpen (v)       | Goud      | kwalificatie groep A: 2de met 65,02m finale: 1ste met 70,06m                                         |
| Hilda Ramos                                                      | discuswerpen (v)       | 6e        | kwalificatie groep B: 5de met 62,82m finale: 6de met 63,80m                                          |
| Dulce García                                                     | speerwerpen (v)        | 8e        | kwalificatie groep A: 7de met 60,44m finale: 8ste met 58,26m                                         |
| Isel López                                                       | speerwerpen (v)        | 13e       | kwalificatie groep B: 6de met 60,42m                                                                 |

### Basketbal
| Olympiër | Discipline | Resultaat | Prestatie |
| --- | ---------- | --------- | --- |
| Andrea Borrell Ana Hernández Olga Vigil Grisel Herrera Biosotis Lagnó Yudith Águila María León Yamilé Martínez Dalia Henry Liset Castillo Regla Hernández Milayda Enríquez | vrouwen    | 4e        | groep A: 1ste W van Gezamenlijk team: 91-81 W van Brazilië: 95-88 W van Italië: 60-53 halve finale: V van China: 70-109 bronzen finale: V van Verenigde Staten: 74-88 |

| Groep A |                  |             |             |             |        |        |        |        |
| #       | Land             | Wedstrijden | Wedstrijden | Wedstrijden | Punten | Punten | Punten | Punten |
| #       | Land             | G           | W           | V           | V      | T      | Saldo  | Punten |
| 1       | Cuba             | 3           | 3           | 0           | 246    | 230    | +16    | 6      |
| 2       | Gezamenlijk team | 3           | 2           | 1           | 244    | 222    | +22    | 5      |
| 3       | Brazilië         | 3           | 1           | 2           | 237    | 241    | -4     | 4      |
| 4       | Italië           | 3           | 0           | 3           | 190    | 224    | -34    | 3      |

| Ronde          | Datum     | Plaats           | Land   | Score    | Land |
| -------------- | --------- | ---------------- | ------ | -------- | ---- |
| Groepsfase     |           |                  |        |          |      |
| 30 juli        | Barcelona | Gezamenlijk team | 89-91  | Cuba     |      |
| 1 augustus     | Barcelona | Cuba             | 95-88  | Brazilië |      |
| 3 augustus     | Barcelona | Italië           | 53-60  | Cuba     |      |
| Halve finale   |           |                  |        |          |      |
| 5 augustus     | Barcelona | Cuba             | 70-109 | China    |      |
| Bronzen finale |           |                  |        |          |      |
| 7 augustus     | Barcelona | Verenigde Staten | 88-74  | Cuba     |      |

### Boksen
| Olympiër                  | Discipline  | Resultaat | Prestatie |
| ------------------------- | ----------- | --------- | --- |
| Rogelio Marcelo           | -48kg (m)   | Goud      | 1ste ronde: W van SWZ Mnisi: scheidsrechterlijke beslissing 2de ronde: W van MGL Tsogtjargal: 14-2 kwartfinale: W van ESP Lozano: 11-3 halve finale: W van PHI Velasco: scheidsrechterlijke beslissing finale: W van BUL Petrov: 20-10 |
| Raúl González             | -51kg (m)   | Zilver    | 1ste ronde: W van POL Olszewski: 15-7 2de ronde: W van NGR Magalu: scheidsrechterlijke beslissing kwartfinale: W van VEN Serradas: 14-7 halve finale: W van USA Austin: scheidsrechterlijke beslissing finale: V van PRK Choi: 2-12    |
| Joel Casamayor            | -54kg (m)   | Goud      | 1ste ronde: W van IND Venkatesan: 13-7 2de ronde: W van TUN Klai: 16-11 kwartfinale: W van PHI Jalnaiz: knock-out halve finale: W van MAR Achik: scheidsrechterlijke beslissing finale: W van IRL McCullough: 16-8                     |
| Eddy Suarez               | -57kg (m)   | 5e        | 1ste ronde: W van PRK Lee: 20-5 2de ronde: W van TUN Soltani: scheidsrechterlijke beslissing kwartfinale: V van ESP Reyes: 7-17 |
| Julio González Valladares | -60kg (m)   | 17e       | 1ste ronde: V van BUL Tontchev: 12-14 |
| Héctor Vinent             | -63,5kg (m) | Goud      | 1ste ronde: W van COL Cassiani: 27-4 2de ronde: W van GER Zülow: 14-2 kwartfinale: W van URS Nikolaev: 26-3 halve finale: W van FIN Kjall: 13-3 finale: W van CAN Leduc: 11-1                                                          |
| Juan Hernánde Sierra      | -67kg (m)   | Zilver    | 1ste ronde: W van FRA Bennajem: 6-0 2de ronde: W van KOR Jun: scheidsrechterlijke beslissing kwartfinale: W van SWE Antam: scheidsrechterlijke beslissing halve finale: W van PUR Acevedo: 11-2 finale: V van IRL Carrath: 10-13       |
| Juan Carlos Lemus         | -71kg (m)   | Goud      | 1ste ronde: W van EUN Topayev: 11-0 2de ronde: W van GER Beyer: scheidsrechterlijke beslissing kwartfinale: W van LAT Saplavskis: 12-2 halve finale: W van HUN Mizsei: 10-2 finale: W van NED Delibaş: 6-1                             |
| Ariel Hernández           | -75kg (m)   | Goud      | 1ste ronde: W van GHA Lareya: 6-0 2de ronde: W van ISV Brown: 13-2 kwartfinale: W van GER Ottke: 14-6 halve finale: W van KOR Lee: 14-1 finale: W van USA Byrd: 12-7                                                                   |
| Angel Espinosa            | -81kg (m)   | 5e        | 1ste ronde: W van TUR Gürgen: scheidsrechterlijke beslissing 2de ronde: W van ITA Castelli: scheidsrechterlijke beslissing kwartfinale: V van POL Bartnik: 3-9                                                                         |
| Félix Savón               | -91kg (m)   | Goud      | 1ste ronde: W van POL Rojek: scheidsrechterlijke beslissing 2de ronde: W van GER Teuchiert: 11-2 kwartfinale: W van USA Nicholson: 13-11 halve finale: W van NED Vanderlyde: 23-3 finale: W van NGR Izonritei: 14-1                    |
| Roberto Balado            | +91kg (m)   | Goud      | 1ste ronde: vrij 2de ronde: W van CAN Glesby: 16-2 kwartfinale: W van USA Donald: 10-4 halve finale: W van DEN Nielsen: 15-1 finale: W van NGR Igbineghu: 13-2                                                                         |

### Gewichtheffen
| Olympiër             | Discipline  | Resultaat | Prestatie                                                       |
| -------------------- | ----------- | --------- | --------------------------------------------------------------- |
| Pablo Lara           | -75kg (m)   | Zilver    | trekken: 3de met 155kg stoten: 1ste met 202,5kg totaal: 357,5kg |
| Raúl Mora            | -75kg (m)   | 6e        | trekken: 9de met 150kg stoten: 3de met 195kg totaal: 345kg      |
| Lino Elias           | -82,5kg (m) | 6e        | trekken: 8ste met 160kg stoten: 1ste met 205kg totaal: 365kg    |
| José Heredia         | -82,5kg (m) | 8e        | trekken: 4de met 165kg stoten: 6de met 197,5kg totaal: 362,5kg  |
| Emilio Lara          | -90kg (m)   | 6e        | trekken: 6de met 165kg stoten: 4de met 210kg totaal: 365kg      |
| Maurys Charón        | -110kg (m)  | 11e       | trekken: 11de met 170kg stoten: 10de met 205kg totaal: 375kg    |
| Flavio Villavicencio | -110kg (m)  | 7e        | trekken: 11de met 170kg stoten: 6de met 217,5kg totaal: 387,5kg |
| Ernesto Aguero       | +110kg (m)  | 6e        | trekken: 3de met 182,5kg stoten: 4de met 230kg totaal: 412,5kg  |

### Honkbal
| Olympiër | Discipline | Resultaat | Prestatie |
| --- | ---------- | --------- | --- |
| Omar Ajete Rolando Arrojo José Raúl Delgado Giorge Diaz José Estrada González Osvaldo Fernández Lourdes Gourriel Alberto Hernández Orlando Hernández Orestes Kindelán Omar Linares Germán Mesa Víctor Mesa Antonio Pacheco Juan Padilla Juan Pérez Luis Ulacia Ermidelio Urrutia Jorge Valdés Lázaro Vargas | mannen     | Goud      | groepsfase: 1ste W van Dominicaanse Republiek: 8-0 W van Italië: 18-1 W van Japan: 8-2 W van Verenigde Staten: 9-6 W van Spanje: 18-0 W van Puerto Rico: 9-4 W van Chinees Taipei: 8-1 halve finale: W van Verenigde Staten: 6-1 finale: W van Chinees Taipei: 11-1 |

| Groepsfase: |                        |             |             |             |
| #           | Land                   | Wedstrijden | Wedstrijden | Wedstrijden |
| #           | Land                   | G           | W           | V           |
| 1           | Cuba                   | 7           | 7           | 0           |
| 2           | Japan                  | 7           | 5           | 2           |
| 3           | Chinees Taipei         | 7           | 5           | 2           |
| 4           | Verenigde Staten       | 7           | 5           | 2           |
| 5           | Puerto Rico            | 7           | 2           | 5           |
| 6           | Dominicaanse Republiek | 7           | 2           | 5           |
| 7           | Italië                 | 7           | 1           | 6           |
| 8           | Spanje                 | 7           | 1           | 6           |

| Ronde        | Datum     | Plaats           | Land | Score            | Land |
| ------------ | --------- | ---------------- | ---- | ---------------- | ---- |
| Groepsfase   |           |                  |      |                  |      |
| 26 juli      | Barcelona | Dominica         | 0-8  | Cuba             |      |
| 27 juli      | Barcelona | Cuba             | 18-1 | Italië           |      |
| 28 juli      | Barcelona | Cuba             | 8-2  | Japan            |      |
| 29 juli      | Barcelona | Verenigde Staten | 6-9  | Cuba             |      |
| 31 juli      | Barcelona | Cuba             | 18-0 | Spanje           |      |
| 1 augustus   | Barcelona | Puerto Rico      | 4-9  | Cuba             |      |
| 2 augustus   | Barcelona | Chinees Taipei   | 1-8  | Cuba             |      |
| Halve finale |           |                  |      |                  |      |
| 4 augustus   | Barcelona | Cuba             | 6-1  | Verenigde Staten |      |
| Finale       |           |                  |      |                  |      |
| 6 augustus   | Barcelona | Chinees Taipei   | 1-11 | Cuba             |      |

### Judo
| Olympiër          | Discipline | Resultaat | Prestatie |
| ----------------- | ---------- | --------- | --------- |
| Israel Hernández  | -65kg (m)  | Brons     |           |
| Ignacio Sayu      | -71kg (m)  | 22e       |           |
| Andrés Franco     | -86kg (m)  | 9e        |           |
| Belarmino Salgado | -95kg (m)  | 9e        |           |
| Frank Moreno      | +95kg (m)  | 5e        |           |
|                   |            |           |           |
| Amarilys Savón    | -48kg (m)  | Brons     |           |
| Legna Verdecia    | -52kg (m)  | 20e       |           |
| Driulys González  | -56kg (m)  | Brons     |           |
| Ileana Beltrán    | -61kg (m)  | 9e        |           |
| Odalis Revé       | -66kg (m)  | Goud      |           |
| Niurka Moreno     | -72kg (m)  | 16e       |           |
| Estela Rodríguez  | +72kg (m)  | Zilver    |           |

### Kanovaren
| Olympiër                    | Discipline    | Resultaat | Prestatie                                                                             |
| --------------------------- | ------------- | --------- | ------------------------------------------------------------------------------------- |
| Armando Silega              | C-1 500m (m)  | 16e       | serie 2: 6de in 1.58,78 herkansingen: 3de in 1.56,25 halve finale 2: 8ste in 1.59,22  |
| Armando Silega              | C-1 1000m (m) | 14e       | serie 3: 4de in 4.10,76 herkansingen: 3de in 4.04,43 halve finale 1: 7de in 4.25,54   |
| Juan Aballí Fernando Zamora | C-2 500m (m)  | 12e       | serie 1: 6de in 1.53,50 halve finale 2: 5de in 1.43,04                                |
| Juan Aballí Fernando Zamora | C-2 1000m (m) | 9e        | serie 1: 7de in 3.48,78 halve finale 1: 2de in 3.46,01 finale: 9de in 4.00,06         |
| Angel Pérez                 | K-1 500m (m)  | 16e       | serie 2: 6de in 1.48,32 herkansingen: 1ste in 1.41,28 halve finale 2: 8ste in 1.43,94 |
| Angel Pérez Marlo Marcheco  | K-2 1000m (m) | 16e       | serie 3: 4de in 3.19,83 herkansingen: 2de in 3.18,01 halve finale 1: 9de in 3.26,18   |

### Roeien
| Olympiër                                         | Discipline   | Resultaat | Prestatie                                                                                                   |
| ------------------------------------------------ | ------------ | --------- | --- |
| Ismael Carbonell Roberto Ojeda Arnaldo Rodriguez | twee-met (m) | 5e        | serie 2: 3de in 7.04,67 herkansingen: 1ste in 7.06,83 halve finale 2: 3de in 6.59,11 finale: 5de in 6.58,26 |

### Schermen
| Olympiër                                                                       | Discipline      | Resultaat | Prestatie |
| ------------------------------------------------------------------------------ | --------------- | --------- | --- |
| Guillermo Betancourt                                                           | floret (m)      | 7e        | 1ste ronde groep 9: 1ste met 4 overwinningen                                                                                                |
| Oscar García                                                                   | floret (m)      | 21e       | 1ste ronde groep 6: 2de met 3 overwinningen                                                                                                 |
| Elvis Gregory                                                                  | floret (m)      | Brons     | 1ste ronde groep 4: 3de met 4 overwinningen                                                                                                 |
| Guillermo Betancourt Tulio Díaz Hermenegildo García Oscar García Elvis Gregory | floret team (m) | Zilver    | 1ste ronde groep 1: 1ste met 3 overwinningen kwartfinale: W van Zuid-Korea: 8-8 halve finale: W van Polen: 9-7 finale: V van Duitsland: 8-8 |

### Schietsport
| Olympiër              | Discipline            | Resultaat | Prestatie                                                     |
| --------------------- | --------------------- | --------- | ------------------------------------------------------------- |
| Jorge Felix Rios Leal | 10m bewegend doel (m) | 14e       | kwalificatie: 14de met 568 punten (287-281)                   |
|                       |                       |           |                                                               |
| Tania Perez Ramos     | 25m pistool (v)       | 36e       | kwalificatie: 36ste met 565 punten (280-292)                  |
| Margarita Tarradell   | 25m pistool (v)       | 24e       | kwalificatie: 24ste met 572 punten (280-292)                  |
| Tania Perez Ramos     | 10m luchtpistool (v)  | 24e       | kwalificatie: 24ste met 375 punten (93-91-96-95)              |
| Margarita Tarradell   | 10m luchtpistool (v)  | 31e       | kwalificatie: 31ste met 374 punten (89-96-94-95)              |
|                       |                       |           |                                                               |
| Servando Puldón       | skeet                 | 55e       | kwalificatie: 55ste met 140 punten                            |
| Guillermo Torres      | skeet                 | 11e       | kwalificatie: 11de met 148 punten finale: 11de met 197 punten |

### Tafeltennis
| Olympiër                          | Discipline     | Resultaat | Prestatie                                                                                               |
| --------------------------------- | -------------- | --------- | --- |
| Rubén Arado                       | enkelspel (m)  | 49e       | groep O: 4de V van AUT Yi: 0-2 V van JPN Shibutani: 0-2 V van NZL Jackson: 0-2                          |
| Santiago Roque                    | enkelspel (m)  | 49e       | groep O: 4de V van KOR Yoo V van HKG Tsung: 0-2 V van USA O'Neill: 0-2                                  |
| Rubén Arado Santiago Roque        | dubbelspel (m) | 25e       | groep G: 4de V van GBR Cooke/Prean: 1-2 V van NGR Bankole/Toriola: 0-2 V van CHN Ma/Yu: 0-2             |
|                                   |                |           | |
| Marisel Ramírez                   | enkelspel (v)  | 49e       | groep J: 4de V van ROU Badescu: 0-2 V van Onafhankelijk deelnemer Reed: 0-2 V van IND Roy-Shah: 0-2     |
| Yolanda Rodríguez                 | enkelspel (v)  | 49e       | groep L: 4de V van JPN Hoshino V van EUN Popova: 0-2 V van EGY Meshref: 0-2                             |
| Maricel Ramirez Yolanda Rodriguez | dubbelspel (v) | 25e       | groep H: 4de V van KOR Hong/Lee: 0-2 V van JPN Hoshino/Yamashita: 0-2 V van INA Dipoyanti/Augustin: 0-2 |

### Volleybal

#### Mannen
| Olympiër | Discipline | Resultaat | Prestatie |
| --- | ---------- | --------- | --- |
| Félix Millán Freddy Brooks Idalberto Valdes Ihosvany Hernández Joël Despaigne Lazaro Beltran Lazaro Marin Nicolas Vives Osvaldo Hernández Raúl Diago Rodolfo Sánchez Abel Sarmientos | zaal (m)   | 4e        | groep B: 2de W van Nederland: 3-1 (15-12, 17-15, 6-15, 15-10) W van Algerije: 3-0 (15-4, 15-2, 15-3) W van Gezamenlijk team: 3-1 (8-15, 15-10, 15-12, 15-5) V van Brazilië: 1-3 (6-18, 8-15, 15-12, 6-15) W van Zuid-Korea: 3-0 (15-5, 15-7, 15-8) kwartfinale: W van Spanje: 3-0 (16-14, 15-9, 15-6) halve finale: V van Nederland: 0-3 (11-15, 13-15, 9-15) bronzen finale: V van Verenigde Staten: 1-3 (15-12, 13-15, 7-15, 11-15) |

| Groep B |                  |             |             |             |             |             |             |        |        |        |        |
| #       | Land             | Wedstrijden | Wedstrijden | Wedstrijden | Wedstrijden | Wedstrijden | Wedstrijden | Punten | Punten | Punten | Punten |
| #       | Land             | G           | W           | V           | SW          | SV          | SR          | SPW    | SPL    | Saldo  | Punten |
| 1       | Brazilië         | 5           | 5           | 0           | 15          | 2           | +13         | 248    | 165    | +83    | 10     |
| 2       | Cuba             | 5           | 4           | 1           | 13          | 5           | +8          | 231    | 180    | +51    | 9      |
| 3       | Gezamenlijk team | 5           | 3           | 2           | 11          | 7           | +4          | 229    | 205    | +24    | 8      |
| 4       | Nederland        | 5           | 2           | 3           | 8           | 9           | -1          | 218    | 181    | +37    | 7      |
| 5       | Zuid-Korea       | 5           | 1           | 4           | 3           | 12          | -9          | 142    | 212    | -70    | 6      |
| 6       | Algerije         | 5           | 0           | 5           | 0           | 15          | -15         | 100    | 225    | -125   | 5      |

| Ronde          | Datum     | Plaats    | Land | Score            | Land |
| -------------- | --------- | --------- | ---- | ---------------- | ---- |
| Groepsfase     |           |           |      |                  |      |
| 26 juli        | Barcelona | Cuba      | 3-1  | Nederland        |      |
| 28 juli        | Barcelona | Cuba      | 3-0  | Algerije         |      |
| 30 juli        | Barcelona | Cuba      | 3-1  | Gezamenlijk team |      |
| 1 augustus     | Barcelona | Brazilië  | 3-1  | Cuba             |      |
| 3 augustus     | Barcelona | Cuba      | 3-0  | Zuid-Korea       |      |
| Kwartfinale    |           |           |      |                  |      |
| 5 augustus     | Barcelona | Spanje    | 0-3  | Cuba             |      |
| Halve finale   |           |           |      |                  |      |
| 7 augustus     | Barcelona | Nederland | 3-0  | Cuba             |      |
| Bronzen finale |           |           |      |                  |      |
| 9 augustus     | Barcelona | Cuba      | 1-3  | Verenigde Staten |      |

#### Vrouwen
| Olympiër | Discipline | Resultaat | Prestatie |
| --- | ---------- | --------- | --- |
| Regla Bell Mercedes Calderón Magaly Carvajal Marlenis Costa Idalmis Gato Lilia Izquierdo Norka Latamblet Mireya Luis Tania Ortiz Regla Torres | zaal (v)   | Goud      | groep B: 1ste W van China: 3-1 (13-15, 15-11, 15-9, 15-11) W van Brazilië: 3-1 (15-11, 3-15, 15-13, 15-9) W van Nederland: 3-0 (15-11, 15-13, 15-13) halve finale: W van Verenigde Staten: 3-2 (8-15, 15-9, 6-15, 15-5, 15-11) finale: W van Gezamenlijk team: 3-1 (16-14, 12-15, 15-12, 15-13) |

| Groep B |           |             |             |             |             |             |             |        |        |        |        |
| #       | Land      | Wedstrijden | Wedstrijden | Wedstrijden | Wedstrijden | Wedstrijden | Wedstrijden | Punten | Punten | Punten | Punten |
| #       | Land      | G           | W           | V           | SW          | SV          | SR          | SPW    | SPL    | Saldo  | Punten |
| 1       | Cuba      | 3           | 3           | 0           | 9           | 2           | +7          | 151    | 129    | +22    | 6      |
| 2       | Brazilië  | 3           | 2           | 1           | 7           | 6           | +1          | 170    | 145    | +25    | 5      |
| 3       | Nederland | 3           | 1           | 2           | 4           | 8           | -4          | 136    | 166    | -30    | 4      |
| 4       | China     | 3           | 0           | 3           | 5           | 9           | -4          | 174    | 191    | -17    | 3      |

| Ronde        | Datum     | Plaats           | Land | Score     | Land |
| ------------ | --------- | ---------------- | ---- | --------- | ---- |
| Groepsfase   |           |                  |      |           |      |
| 29 juli      | Barcelona | China            | 1-3  | Cuba      |      |
| 31 juli      | Barcelona | Brazilië         | 1-3  | Cuba      |      |
| 2 augustus   | Barcelona | Cuba             | 3-0  | Nederland |      |
| Halve finale |           |                  |      |           |      |
| 6 augustus   | Barcelona | Verenigde Staten | 2-3  | Cuba      |      |
| Finale       |           |                  |      |           |      |
| 8 augustus   | Barcelona | Gezamenlijk team | 1-3  | Cuba      |      |

### Waterpolo
| Olympiër | Discipline | Resultaat | Prestatie |
| --- | ---------- | --------- | --- |
| Bárbaro Diaz Juan Barreras Norge Blay Pablo Cuesta Jorge Del Valle Marcelo Derauville Lazaro Fernández Ernesto García Juan Hernández Olivera Juan Hernández Silveira Guillermo Martínez Iván Pérez José Ramos | mannen     | 8e        | groep B: 4de W van Griekenland: 10-9 V van Hongarije: 11-12 V van Italië: 8-11 W van Nederland: 11-9 V van Spanje: 10-12 5-8ste plek: 4de V van Australië: 5-7 V van Duitsland: 6-10 |

| Groep B |             |             |             |             |             |        |        |        |        |
| #       | Land        | Wedstrijden | Wedstrijden | Wedstrijden | Wedstrijden | Punten | Punten | Punten | Punten |
| #       | Land        | G           | W           | G           | V           | V      | T      | Saldo  | Punten |
| 1       | Spanje      | 5           | 4           | 1           | 0           | 52     | 36     | +16    | 9      |
| 2       | Italië      | 5           | 3           | 2           | 0           | 41     | 34     | +7     | 8      |
| 3       | Hongarije   | 5           | 2           | 2           | 1           | 49     | 46     | +3     | 6      |
| 4       | Cuba        | 5           | 2           | 0           | 3           | 50     | 53     | -3     | 4      |
| 5       | Nederland   | 5           | 0           | 2           | 3           | 36     | 46     | -10    | 2      |
| 6       | Griekenland | 5           | 0           | 1           | 4           | 32     | 45     | -13    | 1      |

| Ronde      | Datum     | Plaats      | Land  | Score     | Land |
| ---------- | --------- | ----------- | ----- | --------- | ---- |
| Groepsfase |           |             |       |           |      |
| 1 augustus | Barcelona | Griekenland | 9-10  | Cuba      |      |
| 2 augustus | Barcelona | Cuba        | 11-12 | Hongarije |      |
| 3 augustus | Barcelona | Italië      | 11-8  | Cuba      |      |
| 5 augustus | Barcelona | Nederland   | 9-11  | Cuba      |      |
| 6 augustus | Barcelona | Spanje      | 12-10 | Cuba      |      |

| Groep 5-8ste plaats |           |             |             |             |             |        |        |        |        |
| #                   | Land      | Wedstrijden | Wedstrijden | Wedstrijden | Wedstrijden | Punten | Punten | Punten | Punten |
| #                   | Land      | G           | W           | G           | V           | V      | T      | Saldo  | Punten |
| 1                   | Australië | 3           | 2           | 1           | 0           | 23     | 20     | +3     | 5      |
| 2                   | Hongarije | 3           | 2           | 0           | 1           | 28     | 27     | +1     | 4      |
| 3                   | Duitsland | 3           | 1           | 1           | 1           | 24     | 21     | +3     | 3      |
| 4                   | Cuba      | 3           | 0           | 0           | 3           | 22     | 29     | -7     | 0      |

| Ronde      | Datum     | Plaats    | Land | Score | Land |
| ---------- | --------- | --------- | ---- | ----- | ---- |
| Groepsfase |           |           |      |       |      |
| 8 augustus | Barcelona | Australië | 7-5  | Cuba  |      |
| 9 augustus | Barcelona | Duitsland | 10-6 | Cuba  |      |

### Wielersport
| Olympiër                                                      | Discipline                    | Resultaat | Prestatie                                                           |
| ------------------------------------------------------------- | ----------------------------- | --------- | ------------------------------------------------------------------- |
| Conrado Cabrera                                               | puntenkoers (m)               | 13e       | serie 2: 8ste met 18 punten (op 1 ronde) finale: 13de met 12 punten |
| Raúl Domínguez                                                | individuele achtervolging (m) | DNS       | kwalificatie: niet gestart                                          |
| Conrado Cabrera Eugenio Castro Noël de la Cruz Raúl Domínguez | ploegenachtervolging (m)      | 13e       | kwalificatie: 13de in 4.27,060                                      |

### Worstelen
| Olympiër          | Discipline  | Resultaat   | Prestatie |
| Vrije stijl       | Vrije stijl | Vrije stijl | Vrije stijl |
| ----------------- | ----------- | ----------- | --- |
| Aldo Martínez     | -48kg (m)   | 7e          | groep B: 4de W van BUL Nedkov: 3-2 V van PRK Kim W van HUN Óváry: 20-5 V van EUN Orujov: 5-12 7-8ste plek: W van MGL Khosbayar                                                                           |
| Alfredo Levya     | -52kg (m)   | 11e         | groep B: 6de W van FRA Bourdin: 4-1 V van USA Jones: 1-16 V van CAN Woodcroft: 1-3 |
| Alejandro Puerto  | -57kg (m)   | Goud        | groep B: 4de W van PAK Ahmed: 6-0 W van ESP Iniesta: 8-0 W van CAN Dawson: 1-0 W van TUR Musaoğlu: 3-0 W van USA Cross: 10-5 finale: W van EUN Smal: 5-0                                                 |
| Lázaro Reinoso    | -62kg (m)   | Brons       | groep A: 2de V van EUN Azizov: 6-11 W van CAN Calder: 10-7 W van ITA Schillaci: 3-1 W van PRK Kim: 6-4 W van USA Smith: 3-1 bronzen finale: W van BUL Vasilev: 4-0                                       |
| Jesús Rodríguez   | -68kg (m)   | 17e         | groep A: 9de V van ISR Geller: 1-2 V van JPN Akaishi: 0-1 |
| Roberto Limonta   | -90kg (m)   | 6e          | groep A: 3de W van CAN Edgelow: 2-1 W van GER Schneider: 10-0 V van EUN Khadartsev: 2-7 W van ITA Lombardo: 6-1 V van USA Campbell: 4-5 5-6de plek: V van IRI Baninosrat: 1-3                            |
| Grieks-Romeins    |             |             | |
| Wilber Sánchez    | -48kg (m)   | Brons       | groep A: 2de W van USA Fuller: 3-0 W van TUR Elmas: 3-0 W van ISR Zagranitchni: 4-0 W van NOR Rønningen : 2-1 W van ROU Dăscălescu: 2-2 V van EUN Kucherenko: 0-11 bronzen finale: W van GER Yildiz: 5-0 |
| Raúl Martínez     | -52kg (m)   | 9e          | groep A: 5de V van ROU Rebegea: 3-5 W van GER Brandt: 15-0 V van FIN Kamesaki: 2-1 9-10de plek: W van MAR Tango: 15-0                                                                                    |
| William Lara      | -57kg (m)   | 5e          | groep A: 3de V van GER Yildiz: 1-3 W van GRE Theodoridis: 5-0 W van FRA Mourier: 2-1 V van HUN Sike: 0-1 V van EUN Ignatenko: 1-2 5-6de plek: W van ROU Sandu: 8-1                                       |
| Juan Marén        | -62kg (m)   | Brons       | groep B: 2de V van TUR Pirim: 2-3 W van TCH Vavrla: 3-2 W van GRE Arkoudeas: 5-0 W van BUL Grigorov: 5-1 W van HUN Bodi: 5-1 bronzen finale: W van POL Zawadzki: 5-0                                     |
| Cecilio Rodríguez | -68kg (m)   | 4e          | groep A: 2de V van EUN Dugushiev: 1-3 W van GER Passarelli: 1-0 W van POL Wolny: 6-1 W van KOR Kim: 10-1 W van IRI Chamangoli: 10-2 bronzen finale: V van USA Smith: 3-6                                 |
| Nestor Almanza    | -74kg (m)   | 4e          | groep B: 2de W van GRE Triantafyllidis: 5-0 W van BUL Ivanov: 3-2 W van FRA Riemer: 2-0 V van EUN Iskandaryan: 0-5 bronzen finale: V van SWE Kornbakk: 1-5                                               |
| Reynaldo Peña     | -90kg (m)   | 7e          | groep B: 2de V van SWE Ljungberg: 0-0 W van AUT Marx: 4-3 W van KOR Ueon: 8-0 V van IRI Babak: 0-2 7-8ste plek: W van ITA Campanella                                                                     |
| Héctor Milián     | -100kg (m)  | Goud        | groep B: 1ste W van EUN Demyashkevich: 1-0 W van SEN Diuof: 0-0 W van BUL Komchev: 8-2 W van GER Steinbach: 10-4 finale: W van USA Koslowski: 2-1                                                        |
| Cándido Mesa      | -130kg (m)  | 11e         | groep A: 6de W van SEN Touré: 3-0 V van EUN Karelin: 0-8 V van CAN Borodow: 0-2 |

### Zwemmen
| Olympiër       | Discipline          | Resultaat | Prestatie                                               |
| -------------- | ------------------- | --------- | ------------------------------------------------------- |
| Rodolfo Falcón | 100m rugslag (m)    | 17e       | serie 7: 3de in 55,99 (NR) finale: 7de in 55,76 (NR)    |
| Rodolfo Falcón | 200m rugslag (m)    | 9e        | serie 3: 1ste in 2.00,52 (NR) finale B: 1ste in 2.00,22 |
| Mario González | 100m schoolslag (m) | 22e       | serie 6: 6de in 1.03,53                                 |
| Mario González | 200m schoolslag (m) | 18e       | serie 6: 5de in 2.16,45                                 |

Albanië · Algerije · Amerikaanse Maagdeneilanden · Amerikaans-Samoa · Andorra · Angola · Antigua en Barbuda · Argentinië · Aruba · Australië · Bahama's · Bahrein · Bangladesh · Barbados · België · Belize · Benin · Bermuda · Bhutan · Bolivia · Bosnië en Herzegovina · Botswana · Brazilië · Britse Maagdeneilanden · Bulgarije · Burkina Faso · Canada · Centraal-Afrikaanse Republiek · Chili · China · Chinees Taipei · Colombia · Congo-Brazzaville · Cookeilanden · Costa Rica · Cuba · Cyprus · Denemarken · Djibouti · Dominicaanse Republiek · Duitsland · Ecuador · Egypte · El Salvador · Equatoriaal-Guinea · Estland · Ethiopië · Fiji · Filipijnen · Finland · Frankrijk · Gabon · Gambia · Gezamenlijk team · Ghana · Grenada · Griekenland · Groot-Brittannië · Guam · Guatemala · Guinee · Guyana · Haïti · Honduras · Hongarije · Hongkong · Ierland · IJsland · India · Indonesië · Irak · Iran · Israël · Italië · Ivoorkust · Jamaica · Japan · Jemen · Jordanië · Kaaimaneilanden · Kameroen · Kenia · Koeweit · Kroatië · Laos · Lesotho · Letland · Libanon · Libië · Liechtenstein · Litouwen · Luxemburg · Madagaskar · Malawi · Malediven · Maleisië · Mali · Malta · Marokko · Mauritanië · Mauritius · Mexico · Monaco · Mongolië · Mozambique · Myanmar · Namibië · Nederland · Nederlandse Antillen · Nepal · Nicaragua · Nieuw-Zeeland · Niger · Nigeria · Noord-Korea · Noorwegen · Oeganda · Oman · Oostenrijk · Pakistan · Panama · Papoea-Nieuw-Guinea · Paraguay · Peru · Polen · Portugal · Puerto Rico · Qatar · Roemenië · Rwanda · Saint Vincent‑Grenadines · Salomonseilanden · Samoa · San Marino · Saoedi-Arabië · Senegal · Seychellen · Sierra Leone · Singapore · Slovenië · Soedan · Spanje · Sri Lanka · Suriname · Swaziland · Syrië · Tanzania · Thailand · Togo · Tonga · Trinidad en Tobago · Tsjaad · Tsjecho-Slowakije · Tunesië · Turkije · Uruguay · Vanuatu · Venezuela · Verenigde Arabische Emiraten · Verenigde Staten · Vietnam · Zaïre · Zambia · Zimbabwe · Zuid-Afrika · Zuid-Korea · Zweden · Zwitserland · Onafhankelijke olympische deelnemers